# Mansonelose

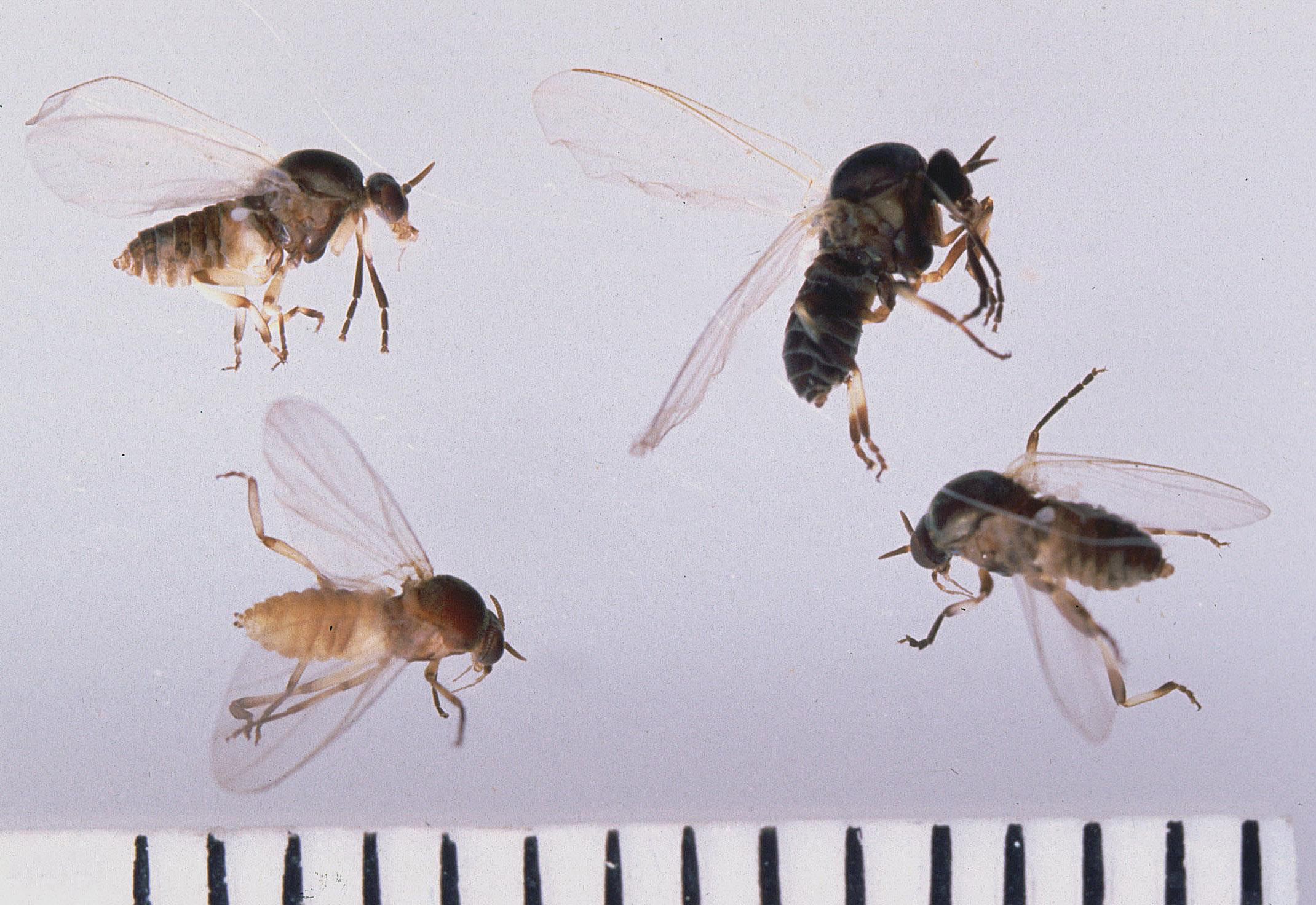
Borrachudos adultos, mosca que se alimenta de sangue transmitindo mansonelose.

Mansonelose é uma doença provocada por vermes do gênero Mansonella, como Mansonella perstans e Mansonella ozzardi. É transmitido por mosquitos Culex ou moscas Simulium (borrachudo). Geralmente leve ou sem sintomas, muito raramente mortal.
A doença foi documentada na Amazônia pela primeira vez em 1897, causada por Mansonella ozzardi.

## Sinais e sintomas
A Mansonelose geralmente não causa sintomas, mas pode provocar:
- Dores nas articulações,
- Dor de cabeça,
- Erupções cutâneas (pápulas vermelhas),
- Manchas,
- Coceira,
- Febre baixa,
- Confusão mental,
- Linfonodos inchados,
- Fígado agrandado.

## Epidemiologia

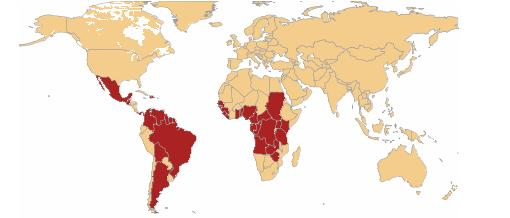
Locais onde é endêmica.

Mansonella perstans é a espécie mais comum, sendo encontrada na América Latina e África. Frequentemente não tem sintomas, e quando geralmente são similares ao de outras infecções (febre, dores articulares, dor de cabeça, coceira, calafrios e confusão mental) e ficam sem diagnóstico. É mais comum em ambientes rurais e entre agricultores, principalmente homens jovens.
Mansonella ozzardi existe apenas na América Latina e infecta a pele, sangue e cavidades do corpo. Mansonella streptocerca se encontra apenas em África e também infecta chimpanzés.[carece de fontes?]

## Tratamento
O tratamento é realizado de acordo com a espécie de filária a atingir o indivíduo, todavia, existem casos de dupla infecção. Em casos de infecção por  M. ozzardi é tratado com ivermectina em caso de infecção por M. perstan utiliza-se dieticarbamazina.

## Ciclo do verme
Os mosquitos ou moscas transmitem o verme ao chupar sangue e outro mosquito se infecta ao chupar o sangue de pessoas ou macacos infectados com as larvas adultas. As larvas se desenvolvem dentro da mosca ou mosquito e os adultos se reproduzem dentro dos primatas.

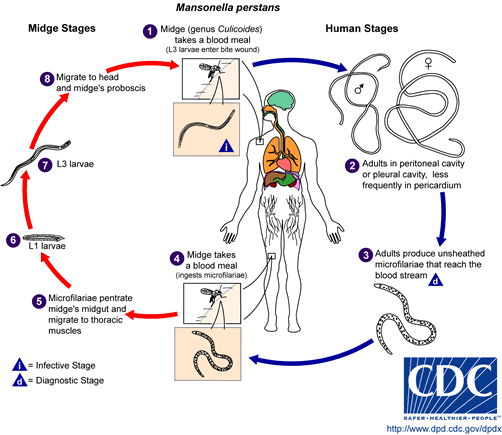
Ciclo da doença